# Българска зора
„Българска зора“ е българско просветно дружество, основано в Солун, Османската империя, прераснало впоследствие в революционна група в Македония.
Неделя Петкова първоначално основава женското дружество „Възраждане“ в края на 1871 година, което по-късно се преименува на „Българска зора“ и формира и мъжка секция. В него участват първоначално учителките Ст. Банчева, Екатерина Хр. Архимандритова, свещеник Иван Панчов и други.
Дружеството, макар че има културно-просветен характер, поддържа църковно-националните стремежи и борби, училищното дело, организира националните празници и защитава интересите на българското население в околните села. В сблъсъците със силната прогръцка пропаганда в Солун у дейците на дружеството се създава убеденост за необходимостта от борба. В края на 1875 година около сдружението се създава революционна група, която впоследствие участва в организирането на Разловското въстание през 1876 година.
В дейността на солунската революционна група се откроява спечелването на съмишленици от Източна Македония – Пиянечко и Малешевско. В нея влизат като участници и съмишленици поп Петър Димитров-Солунски, учителките Неделя Петкова и дъщеря ѝ Станислава Караиванова, учителят Христо Захариев, Константин Евров, ръководител на Манчовата книжарница, Димитър Божков от Велес, секретар на българската община в Солун и други. Начело на групата е Димитър Беровски.